# قرار مجلس الأمن التابع للأمم المتحدة رقم 1156
قرار مجلس الأمن التابع للأمم المتحدة رقم 1156، المتخذ بالإجماع في 16 آذار / مارس 1998، بعد التذكير بالقرار 1132 (1997) بشأن الحالة في سيراليون، والإشارة إلى عودة الرئيس المنتخب ديمقراطيا أحمد تيجان كبه؛ قام المجلس، بموجب الفصل السابع من ميثاق الأمم المتحدة، بإنهاء العقوبات النفطية المفروضة على البلاد، على الرغم من استمرار سريان حظر الأسلحة.
ورحب مجلس الأمن باعتزام الأمين العام كوفي عنان تقديم توصيات بشأن الدور المستقبلي للأمم المتحدة ووجودها في سيراليون. وسيُستعرض حظر توريد الأسلحة في ضوء التطورات الجديدة والمناقشات مع حكومة سيراليون.

## روابط خارجية
- نص القرار في undocs.org